# يوغي إيتو
يوغي إيتو هو فيزيائي ومهندس ياباني، ولد في 1901 في تشيبا في اليابان، وتوفي في 1955 في طوكيو في اليابان.